# Camden Town (London Underground)

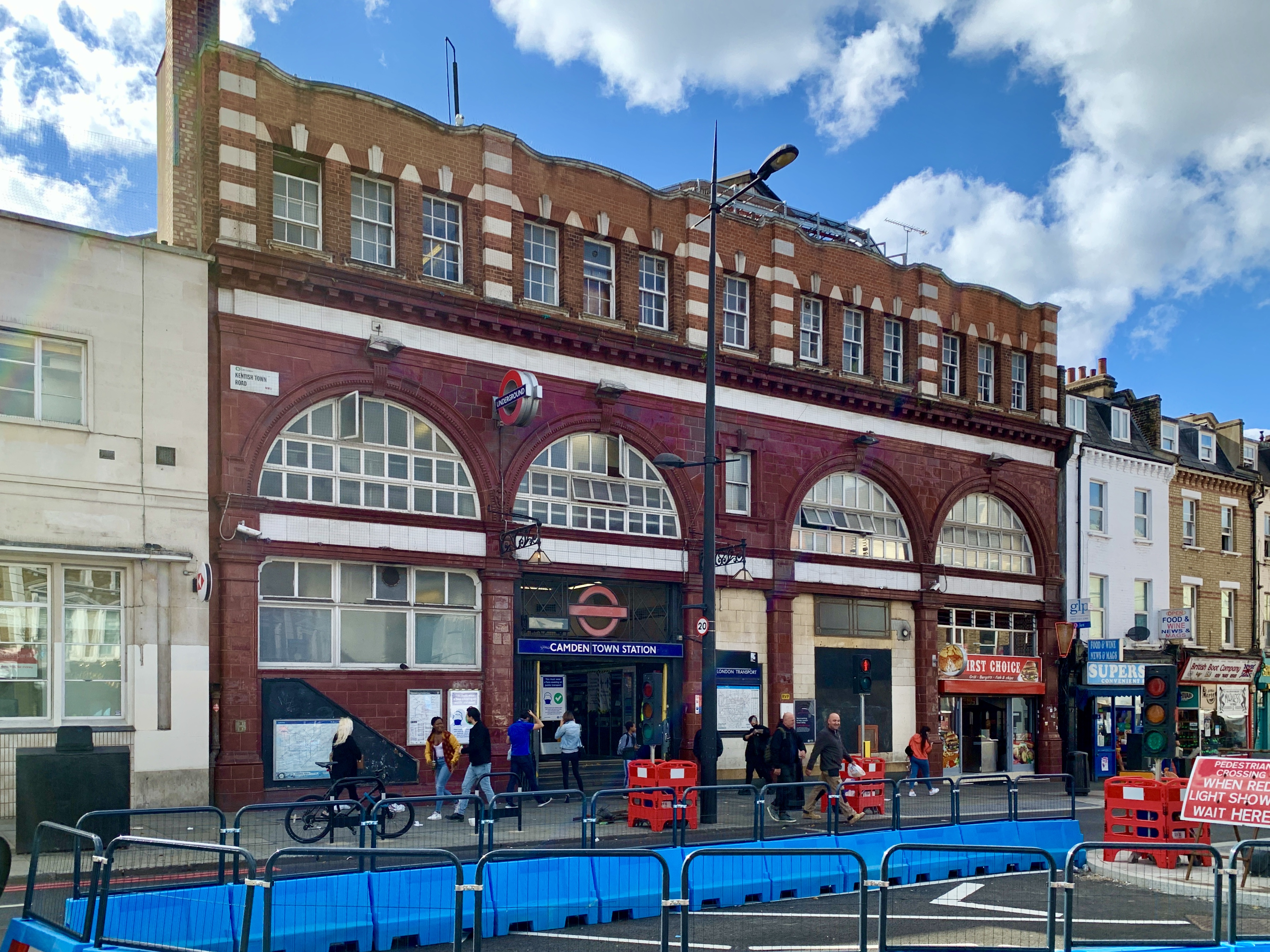
Stationsgebäude

Camden Town ist eine unterirdische Station der London Underground im Stadtbezirk London Borough of Camden. Sie liegt in der Travelcard-Tarifzone 2, an der Kreuzung von Camden High Street und Parkway. Im Jahr 2013 nutzten 22,52 Millionen Fahrgäste diese von der Northern Line bediente Station.

## Gebäude
Besonders an Wochenenden wird Camden Town von vielen Touristen frequentiert, die den Camden Market besuchen. Aufgrund von Kapazitätsengpässen kann die Station sonntags zwischen 13 Uhr und 17 Uhr nicht von der Straße aus betreten werden, während dieser Zeit ist nur Um- und Aussteigen erlaubt.
Camden Town besteht aus zwei verschiedenen Teilstationen, die V-förmig zueinander angeordnet sind. Eine dieser Teilstationen dient dem Verkehr in Richtung Edgware im Nordwesten, die andere in Richtung High Barnet und Mill Hill East im Norden. Beide vereinigen sich südlich von Camden Town und verzweigen sich sogleich wieder in zwei weitere Teilstrecken. Das komplizierte Kreuzungsbauwerk ermöglicht es, dass die Züge im Prinzip von jeder der nördlichen zu jeder der südlichen Teilstrecken wechseln können. Wegen Platzmangels – die Strecken folgen exakt den schmalen Straßen – sind in beiden Teilstationen die richtungsgetrennten Tunnelröhren übereinander angeordnet. Die Teilstrecke über Bank verläuft in einer großen Kurve, sodass sie beim Bahnhof Euston im rechten Winkel die Teilstrecke über Charing Cross unterquert.

## Geschichte

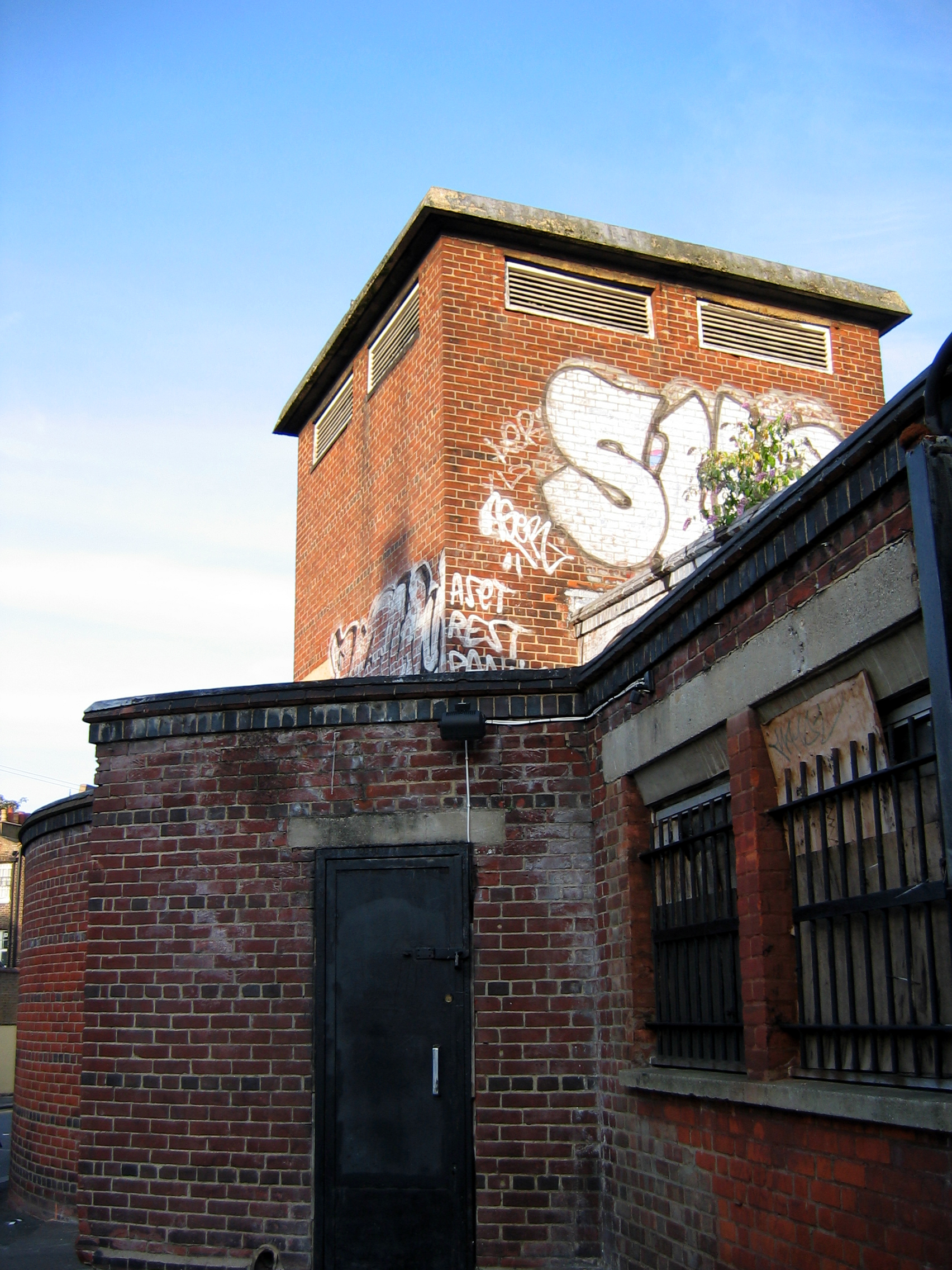
Einer der Eingänge zum Luftschutzbunker

Die Station wurde am 22. Juni 1907 eröffnet, als Teil der Stammstrecke der Charing Cross, Euston and Hampstead Railway (CCE&HR), einer der beiden Vorgängergesellschaften der Northern Line. Die Strecke führte von Charing Cross aus in Richtung Norden und verzweigte sich bei Camden Town in zwei Teilstrecken, die vorerst nach Archway und Golders Green führten. Schon von Anfang an hatte die Station die ungewöhnliche V-Form.
1913 fusionierte die CCE&HR mit der City and South London Railway (C&SLR). Deren Strecke endete etwa eineinhalb Kilometer weiter südlich unter dem Bahnhof Euston. Um die einzelnen Teilstrecken miteinander zu verknüpfen, baute man eine zweite Verbindung zwischen Euston und Camden Town, die am 20. April 1924 eröffnet wurde. Südlich von Camden Town baute man die Verzweigung zum komplexesten Kreuzungsbauwerk des gesamten U-Bahn-Netzes aus.
Während des Zweiten Weltkriegs, am 14. Oktober 1940, traf eine deutsche Fliegerbombe das Stationsgebäude, dabei kamen fünf Menschen ums Leben. Camden Town ist eine von acht U-Bahn-Stationen, die zwischen 1940 und 1942 zu einem Luftschutzbunker ausgebaut wurden. Es gibt je einen Ausgang in der Buck Street und in der Underhill Street. Teile des Bunkers werden heute als Lagerraum verwendet. Am 19. September 2003 entgleiste beim Kreuzungsbauwerk ein Zug. Zwar wurde niemand ernsthaft verletzt, doch war dieser viel befahrene Abschnitt zehn Tage lang unpassierbar.

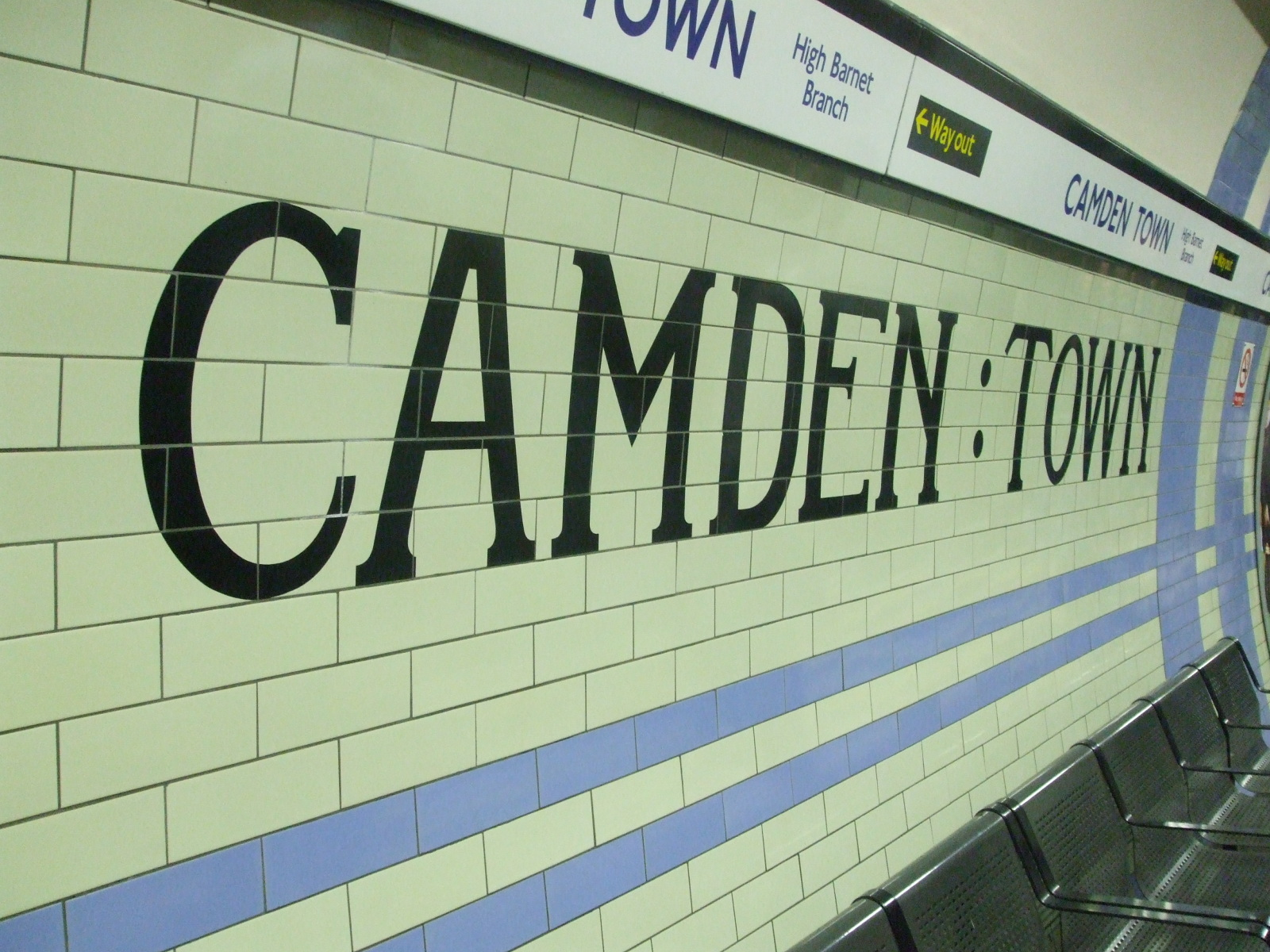
Wandfliesen

Mit der steigenden Bekanntheit und Beliebtheit des Camden Market stieß die Station zunehmend an ihre Kapazitätsgrenzen und London Underground plante deshalb eine großzügige Erweiterung. Im Untergrund sollten die noch bestehenden Aufzüge durch Rolltreppen ersetzt werden und neue Verbindungsgänge die Zugänglichkeit und die Umsteigesituation verbessern. Transport for London konnte trotz mehrerer Versuche keine tragfähige Finanzierung für die mit Stand 2024 weiterhin als wichtig bewertete Erweiterung sichern. In einem ersten Anlauf ab ca. 2004 unter Mayor Ken Livingstone war ein neues Stationsgebäude mit mehrgeschossigem Einkaufszentrum vorgesehen, dessen Mieteinnahmen zur Finanzierung des Umbaus beitragen sollten. In dieser ersten Planung hätte die Neubebauung den Abriss des Buck Street Market, des Veranstaltungszentrums Electric Ballroom und einer Kirche bedingt. Der Stadtbezirk Camden verwehrte Abrissgenehmigungen und Anwohner und Markthändler veröffentlichten 2004 einen Alternativplan, der ohne den großflächigen Abriss von Gebäuden auskam. Im darauf folgenden Jahr ließ London Underground die ursprünglichen Pläne fallen. 2015 gab es einen neuen Anlauf zum Umbau der Station. Für das neue Eingangsgebäude wurde das Grundstück einer ehemaligen Schule nördlich der Buck Street als geeignet identifiziert. Transport for London kaufte das Grundstück des Buck Street Market und erzielt Pachteinnahmen, aber konnte die Planungen für die Station aufgrund einer seit 2018 erheblich verschlechterten Haushaltslage nicht zur Umsetzung bringen.